# Leśny Potok
Leśny Potok – potok, prawy dopływ Michałówki.
Źródło potoku znajduje się na terenie Poznania, na południe od Darzyboru. Uchodzi do Michałówki na zachód od wsi Garby, przy granicy Poznania i gminy Swarzędz. 
W początkowym biegu przepływa przez tereny rolnicze, a potem wpływa w las. Przy ujściu znajduje się niewielki zbiornik wodny. Dolinę Potoku Leśnego przecina pieszy szlak niebieski z Darzyboru do Tulec (ulicą Darzyborską), a przy ujściu szlak żółty z Nowej Wsi do Spławia (ulicą Borową).